# Idschzim

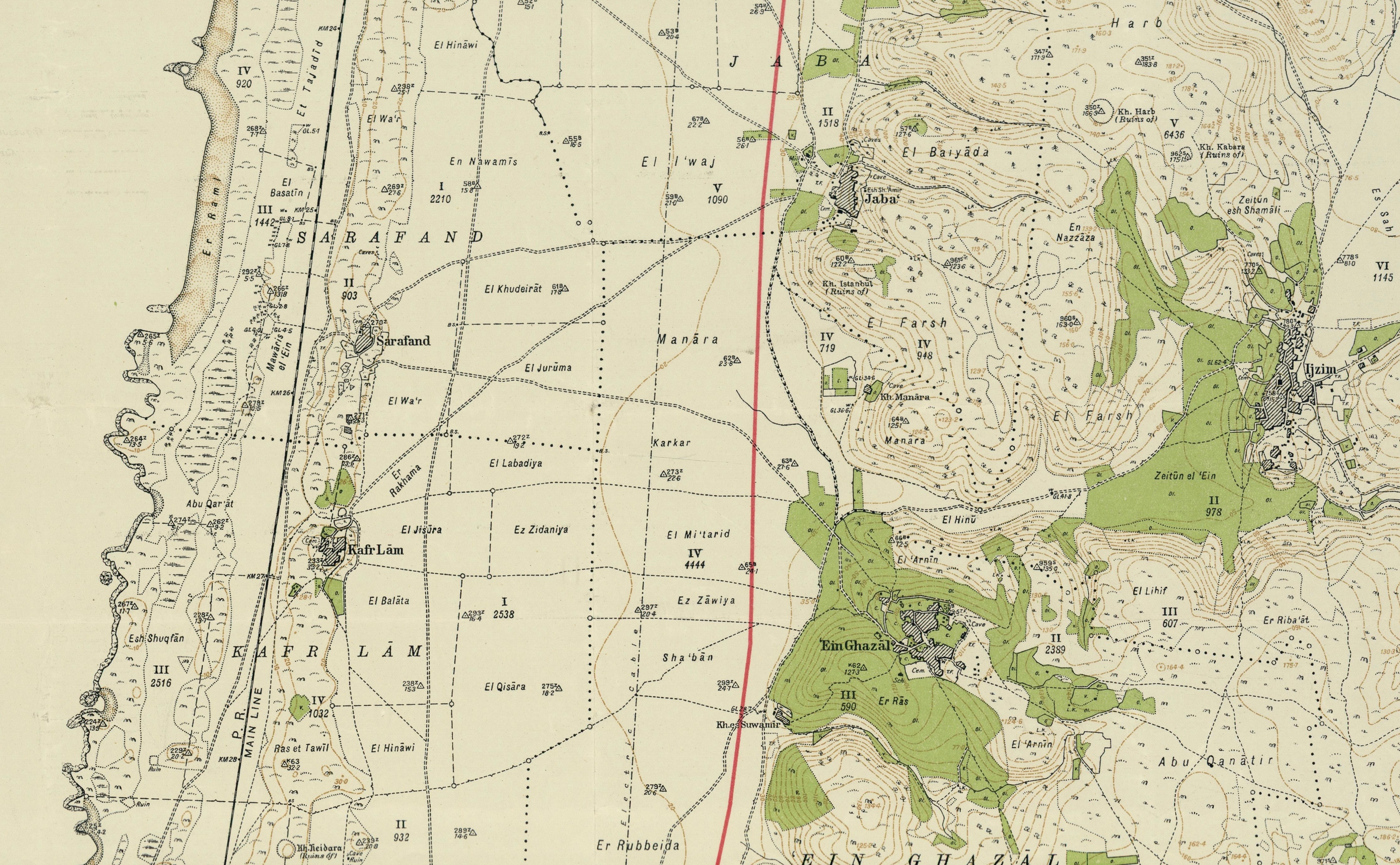
Karte von Idschzim und seinen ebenfalls zerstörten Nachbardörfern ʿAin Ghazal und Dschabaʿ auf den Ausläufern des Karmel, im Westen die palästinensische Küstenebene.

Idschzim (arabisch إجزم, DMG Iǧzim) war ein palästinensisches Dorf im britisch-palästinischen Distrikt Haifa, das im Palästinakrieg 1948 von israelischen Militäreinheiten erobert wurde. Wie hunderte andere palästinensische Orte wurde das Dorf im Zuge der Nakba zerstört und die heimische Bevölkerung vertrieben. Heute befindet sich unweit seiner Stelle die israelische Siedlung Kerem Maharal.

## Geschichte

### Frühe Geschichte
Ende des 16. Jahrhunderts hatten in dem Dorf lediglich 55 Menschen gelebt; Mitte des 18. Jahrhunderts gehörte es mit rund eintausend Einwohnern zu den größten Ortschaften in der Region um Haifa. Die Menschen lebten von der Landwirtschaft. Das Dorf selbst wurde von zwei familiären Sippen dominiert: den Gutsbesitzern der al-Madi und der Religionsgelehrtenfamilie der al-Nabhani. Letztere entstammten einem Zweig des Beduinenstammes der Banu Nabhan, der sich vor langer Zeit in Nordpalästina niedergelassen hatte. 1945 zählte das Dorf rund 3000 Einwohner.

### Zerstörung und Entvölkerung im Palästinakrieg 1948
Zusammen mit den Nachbardörfern Dschabaʿ und ʿAin Ghazal bildete Idschzim das sogenannte ‚Kleine Dreieck an der nur wenige Kilometer breiten Ebene zwischen dem Mittelmeer und den Ausläufern des Karmelgebirges. Die Einnahme der Dörfer hatte für die Israelis daher hohen strategischen Wert, um die Küstenstraße  von Tel-Aviv nach Haifa zu kontrollieren. In einer Kabinettssitzung am 14. Juli 1948 befahl Israels Premierminister David Ben-Gurion die Operation Shoter – Operation Polizist zur Einnahme der Dörfer. Bereits am 12. Juli, sowie nachfolgend am 17. und 19. Juli warfen israelische Flugzeuge insgesamt eine Bombenlast von vier Tonnen auf die Dörfer. Am Boden gelang es den palästinensischen Verteidigern die israelischen Streitkräfte zunächst abzuwehren. Am 24. Juli griffen die Israelis mit Unterstützung durch schweren Artilleriebeschuss und erneute Bombenabwürfe erneut an. Idschzim fiel am 26. Juli. Überlebende des Dorfes berichteten von 130 Toten, israelische Nachrichtenoffiziere von insgesamt 200 Toten, viele davon Zivilisten, die durch die Bombardierung getötet worden waren.
Nach der Eroberung des Kleinen Dreiecks wurden die palästinensischen Bewohner von Idschzim, ʿAin Ghazal und Dschabaʿ  am 26. Juli 1948 von den Israelis ins Westjordanland nach Dschenin vertrieben. In ʿAin Ghazal wurden nach Einnahme des Dorfes 17 Männer, die man der Teilnahme an der Revolte von 1936 beschuldigte, an Ort und Stelle von den Israelis erschossen.
Von Idschzims einst 3000 Einwohnern konnten 15 Familien dank der Fürsprache einflussreicher Juden zunächst bleiben. Im Dezember 1948 wurden die verbliebenen Familien jedoch ebenfalls vertrieben und fanden Zuflucht im südlich gelegenen arabischen Dorf Furaydis, wie schon Vertriebene aus Tantura und ʿAin Ghazal. Später wurden sie vom israelischen Zensus registriert und erhielten 1952 wie rund 150.000 im Land verbliebene Palästinenser die israelische Staatsbürgerschaft. Anstelle des Dorfes Idschzim wurde die israelische Siedlung Kerem Maharal gegründet, in der heute rund 700 Menschen leben. Während Idschzim der völligen Zerstörung entging, wurden seine Nachbardörfer Dschabaʿ  und ʿAin Ghazal dem Erdboden gleichgemacht.

## Bedeutende Söhne und Töchter von Idschzim
- Yusuf al-Nabhani, bedeutender Sufi-Religionsgelehrer im Osmanischen Reich, Großvater von Taqiuddin al-Nabhani.
- Taqiuddin al-Nabhani (1909–1977), Religionsgelehrter und Gründer der islamistisch-extremistischen Bewegung Hizb ut-Tahrir.